# Sonsonate megye
Sonsonate Salvador egyik megyéje. Az ország délnyugati részén terül el. Székhelye Sonsonate.

## Földrajz
Az ország délnyugati részén elterülő megye délen a Csendes-óceánnal, nyugaton Ahuachapán, északon Santa Ana, keleten pedig La Libertad megyével határos.

## Népesség
Ahogy egész Salvadorban, a népesség növekedése Sonsonate megyében is gyors. A változásokat szemlélteti az alábbi táblázat:
| Év   | Lakosság |
| ---- | -------- |
| 1971 | 237 059  |
| 1992 | 360 183  |
| 2007 | 438 960  |